# Banat
Banat (rumunjski: Banat, srpski: Банат ili Banat, mađarski: Bánát ili Bánság, njemački: Banat, slovački: Banát, banatskobugarski: Banát) je pokrajina u Rumunjskoj, Srbiji (Vojvodini) i Mađarskoj. Naziv Banat znači "pokrajina kojom upravlja ban".
Banat se proteže od rijeke Tise do Karpata. Rijeka Tisa na zapadu dijeli Banat od Bačke. Na jugu je omeđen rijekom Dunav, na istoku Karpatskim gorjem, a na sjeveru rijekom Moriš.
Značajniji gradovi u njemu su (s brojem stanovnika):
- u Srbiji (Vojvodini):
  - Zrenjanin (79.545)
  - Pančevo (76.110)
  - Kikinda (41.825)
  - Vršac (36.001)

- u Mađarskoj:
  - Čongrad (mađarski: Csongrád, 18.713)

- u Rumunjskoj:
  - Temišvar (rumunjski: Timişoara, 317.651)
  - Rešica (Reşiţa, 83.985)
  - Lugoj (44.571)
  - Caransebeş (28.294)

## Povijest
Rumunjskoj je nakon prvog svjetskog rata dodijeljen istočni Banat dok je zapadni dodijeljen Kraljevini SHS. Taj dio kasnije je pripao Srbiji. Banat je također nacionalno šarolik. Tu žive Rumunji, Srbi, Mađari, Nijemci (čiji se broj znatno smanjio nakon 2. svjetskog rata), Bugari (banatski Bugari), Hrvati i brojni drugi narodi. 
Raštrkane diljem Banata se nalaze i hrvatske zajednice, podrijetlom iz raznih krajeva Hrvatske i BiH. Najpoznatiji su Krašovani, a u Banatu se nalaze i Hrvati koji su nastanjivaju posjede koje je bila dobila Zagrebačka biskupija za posjede oduzete u Pokuplju.

## Mađarski dio Banata
Krajnji jugoistok Mađarske se nalazi u Banatu.

## Rumunjski dio Banata
Rumunjski Banat obuhvaća i područje obronaka Karpatskih planina. Nacionalna je slika nešto homogenija nego u ostatku Banata. Banat uglavnom obuhvaća nizinska područja. Uglavnom se uzgajaju žitarice (preko 40%), zatim šećerna repa, industrijsko bilje, duhan i kukuruz. Klima je umjerena i slična kao i u hrvatskom dijelu prostoru Panonske nizine, naravno nešto je kontinentalnija i suša s jakim vjetrovima u hladnijem djelu godine.
Banat je dugo bio pod turskom okupacijom tako da je nakon protjerivanja Turaka u 18. st. u njemu živilo samo par desetaka tisuća ljudi. Zanimljivo je da Banatom nikad nije upravljao ban, nego je to trebala postati banovina.
Najveći grad Banata je Temišvar, a planinskog djela ove regije Lugoj.